# US Federal Enterprise Architecture Framework
Das US Federal Enterprise Architecture Framework (FEAF) liefert in erster Linie ein Vorgehensmodell zur Entwicklung einer Unternehmensarchitektur. Zudem beschreibt es ein Architekturansatz. Es zählt zur Gruppe der Government and Agency Frameworks und ist eines von über fünfzig am Markt existierenden Frameworks.

## Entwicklung
Die Entwicklung des Frameworks erfolgte vom amerikanischen CIO Council (den amerikanisch, behördlichen Chief Information Officers) und wurde 1999 veröffentlicht.

## Aufbau
Drei Hauptelemente bilden den Inhalt des FEAF:
1. Das FEAF liefert einen Architekturansatz bestehend aus Business, Data, Applications und Technology Architecture.
2. Das FEAF füllt die obersten Zeilen der Spalten What, How und Where der Matrix des Zachman Frameworks.
3. Das FEAF liefert ein Vorgehensmodell zur Entwicklung und Fortschreibung einer Architekturbeschreibung. Dies ist in vier Schritten definiert: Stakeholder berücksichtigen, Strategie definieren, aktuellen und zukünftigen Architekturstand beschreiben.

## Anwendung
Das FEAF wird in den US-amerikanischen Bundesbehörden eingesetzt. Es basiert auf Teilen des Zachman Frameworks. Stellt selbst aber auch die Grundlage für andere Frameworks dar, beispielsweise für das Framework des National Institutes of Health.